# Linde auf dem Anger in Holzhausen
Die Linde auf dem Anger bildet mit dem ehemaligen Schulhaus und der „Alten Kirche“ ein ortsbildprägendes Ensemble im ursprünglichen Dorfkern von Holzhausen, einem Ortsteil der Gemeinde Herleshausen im nordhessischen Werra-Meißner-Kreis. Das Pflanzdatum der Dorflinde ist nicht bekannt. Ihr Alter wird in dem 1984 erschienenen Buch Bäume aus dem Werraland des Kunsthistorikers und Fotografen Thomas Wiegand mit „mindestens 300 Jahre“ angegeben.

## Standort
Die Linde steht auf dem kleinen halbkreisförmigen Dorfanger von Holzhausen. Der von einer hohen sockelartigen Kalksteinmauer gestützte Anger erhielt Ende der 1970er Jahre im Rahmen der Dorferneuerung sein heutiges Aussehen. Oberhalb des Platzes erhebt sich die ehemalige Schule aus Backsteinmauerwerk, die im Jahr 1908 in Betrieb genommen wurde und das alte Schulgebäude an gleicher Stelle ersetzte. Die direkt daneben liegende frühere Dorfkirche, in Fachwerkgefüge auf einem Untergeschoss aus massiven Mauerwerk, datiert in das Jahr 1713. Nach der Errichtung der „Neuen Kirche“ diente sie bis 1915 als Feuerwehrgerätehaus.

## Geschichte

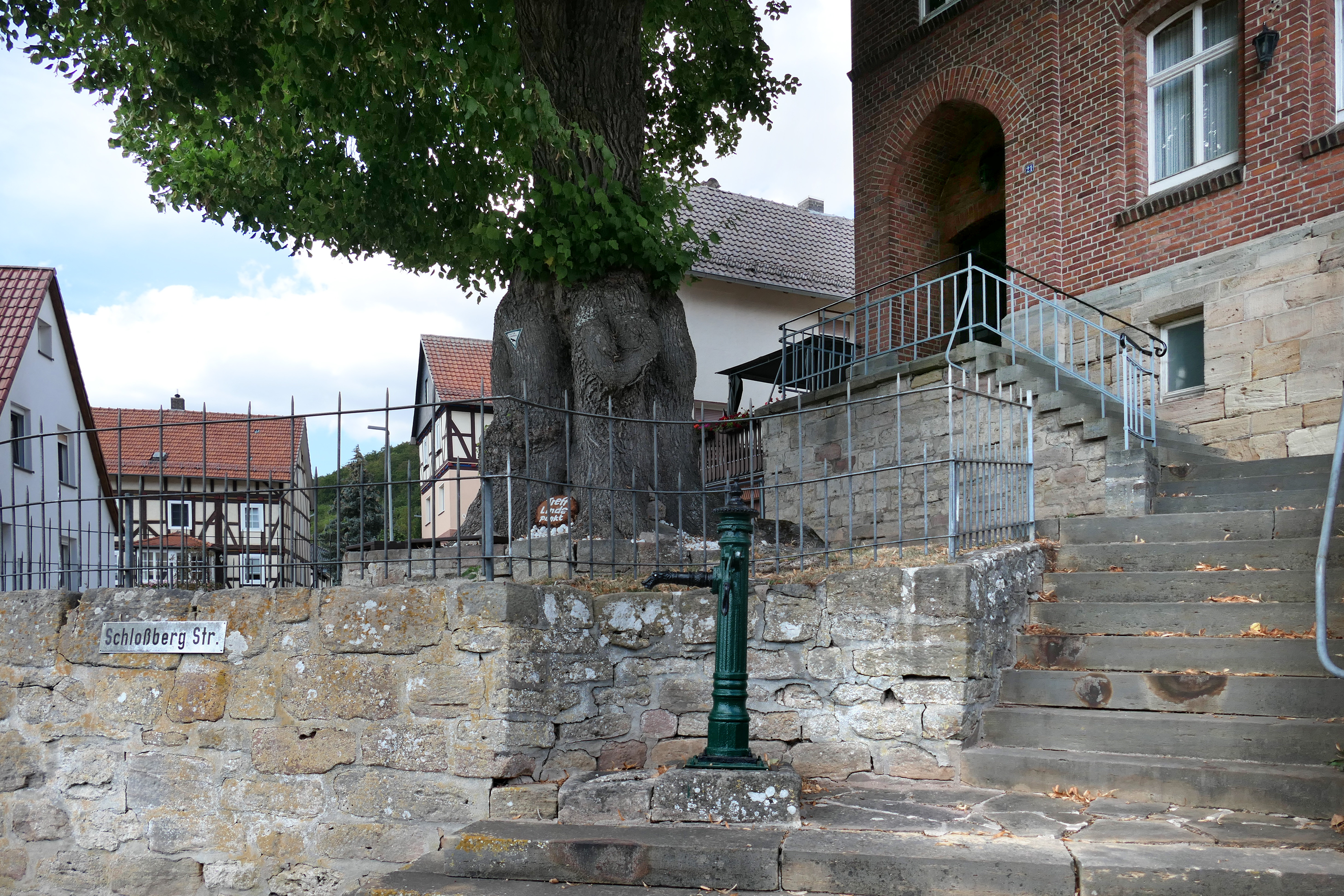
Treppe zum Anger und zur ehemaligen Schule

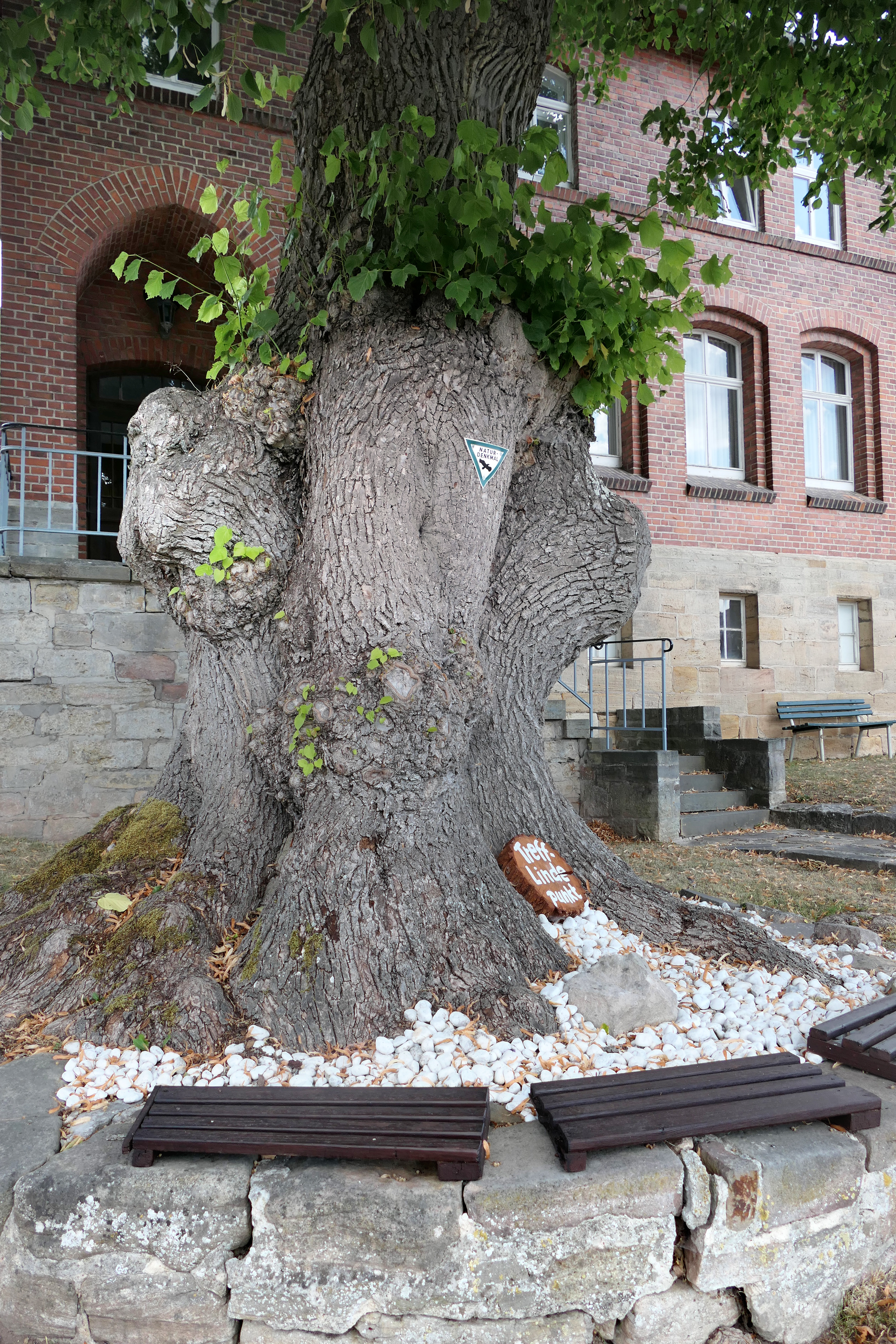
Der Stamm mit den Stümpfen der ehemals sternförmig zur Seite gezogenen und abgestützten Äste

Der Dorfanger Holzhausens ähnelt den Angerplätzen der meisten Dörfer in der Region: In der Nähe der Kirche wurde ein runder Bereich von einer niedrigen Mauer aus quaderförmigen Steinen eingeschlossen. Durch die Hanglage ist die Fläche mit höheren Mauern abgestützt worden, um von der Bergseite her einen treppenlosen Zugang zu erreichen. Innerhalb des Mauerkreises pflanzte man eine Linde.
In früheren Jahren war der Anger Versammlungsort und Gerichtsstätte. Die dörfliche Rechtsprechung war bis 1539 dem Kloster Fulda zustehend. Als die Treusche von Buttlar im 16. Jahrhundert durch Hessen und Sachsen mit Holzhausen belehnt wurden, gingen die niedere und peinliche Gerichtsbarkeit an sie über. Das Interesse des Landadels am Besitz von Gerichten war groß, da die Geldbußen nach Abzug der Unkosten dem Gerichtsherren zufielen. So war es unter Umständen möglich, die Vollstreckung von Leibesstrafen mit höheren Geldsummen zu vermeiden, was lukrativer war, als einen vermögenden Verurteilten an den Pranger oder an den Galgen zu bringen. Im Laufe der Zeit verloren die Dorfgerichte viele ihrer Aufgaben und die Bedeutung sank so weit ab, dass unter der Linde auf dem Anger nach dem 17. Jahrhundert nur noch Rügegerichte abgehalten wurden, die hauptsächlich Fälle von Zaun-, Wald- und Feldfrevel verhandelten.
Die auf dem Anger stehende Dorflinde ist an einer Seite ummauert. Sie wurde, nach Wiegands Text, noch vor einigen Jahrzehnten „geleitet“ und, nach der Kronenform zu urteilen, zusätzlich in zwei Stufen geschnitten. In einem Beitrag über die Ortshistorie Holzhausens aus den 1950er Jahren wird sie als eine Linde beschrieben „deren Äste sich in zwei Stockwerken übereinander majestätisch ausbreiten“. Die fünf, in gleicher Höhe sternförmig zur Seite gezogenen und abgestützten Äste sind nach und nach entfernt worden. Nur noch ihre Stümpfe, rund um den Stamm, sind zu sehen.

## Schutz
Die Linde wurde im Juli 1936 als Naturdenkmal ausgewiesen und steht mit dem Anger wegen der geschichtlichen und städtebaulichen Bedeutung unter Denkmalschutz. Die ehemalige Schule des Ortes wird aus ortsgeschichtlichen und die frühere Dorfkirche aus künstlerischen, geschichtlichen und baulichen Gründen als Kulturdenkmal geschützt.